# Jenny Widarsson
Jenny Widarsson (senare Johannesson), född 2 september 1976, är en svensk friidrottare (långdistanslöpare). Hon tävlar för Mullsjö SOK.

## Personliga rekord
| Utomhus - 1 500 meter – 4:32,51 (Göteborg 5 juli 2003) - 5 000 meter – 16:51,76 (Växjö 1 juli 2003) - 10 000 meter – 34:26,85 (Helsingfors, Finland 5 september 2003) - 10 km landsväg – 34:49 (Stockholm 1 september 2003) - Halvmaraton – 1:17:32 (Berlin, Tyskland 1 april 2007) - Maraton – 2:48:13 (Frankfurt, TYskland 25 oktober 2009) |